# یوری تارناوسکی
یوری تارناوسکی (انگلیسی: Yuriy Tarnawsky; ۳ فوریهٔ ۱۹۳۴ – ) نویسنده، زبان‌شناسی اهل ایالات متحده آمریکا بود.